# 罗斯猜想
罗斯猜想（英語：Ross's conjecture）是排队理论的猜想，若一個排队队伍中，顾客不是随机到达的最简单模型來排队，此猜想提供顾客平均等待时间下界。
这是美国南加州大学教授謝爾登·M·羅斯在1978年提出的猜想，1981年由波兰弗罗茨瓦夫大学的托马什·罗尔斯基（Tomasz Rolski）教授证明。用罗斯猜想可得到其下界，而在有限的缓冲队列下，下界不成立。

## 下界
罗斯猜想是指一個隊伍，其到達機率是依考克斯过程，或是非靜態的卜瓦松過程，其平均等待時間會大於等於
{\displaystyle {\frac {\lambda \operatorname {E} (S^{2})}{2\{1-\lambda \operatorname {E} (S)\}}}}
其中
S為服務時間
λ是平均到達率